# Alexandre Farnèse (1635-1689)
Pour les articles homonymes, voir Alexandre Farnèse.
Pour les autres membres de la famille, voir Maison Farnèse.
Alexandre Farnèse, prince de Parme, connu aussi en Italie sous le nom d’Alessandro di Odoardo (Parme, 10 janvier 1635 - Madrid, 18 février 1689), est un prince italien de la maison de Parme, fils cadet d'Édouard Ier de Parme, le frère du duc régnant Ranuce II Farnèse.

## Biographie
Il est général de cavalerie d'abord auprès de la république de Venise, de 1656 à 1658, puis auprès de l'Espagne en 1664. Il commande, sous les ordres du Marquis de Caracena, un corps de cavalerie lors de la seconde invasion du Portugal, en 1665, à la bataille de Montes Claros.
Il obtient successivement le titre de vice-roi de Navarre puis de la Catalogne. Après la guerre de Hollande, il est nommé gouverneur des Pays-Bas espagnols de 1678 à 1682. En 1687 il est conseiller d'état en Espagne.
Il meurt à Madrid en 1689 et il est enterré dans la chapelle agostinienne.
De Maria de Lao y Carillo il a quatre fils illégitimes :
- Alessandro Odoardo (Badajoz, 12 avril 1663 – Cacéres, 21 mai 1666) ;
- Alessandro Maria (Badajoz, 30 octobre 1664 – Parme, 28 novembre 1726), colonel de l'armée espagnole, il meurt en prison ;
- Margherita (Badajoz, 5 juin 1665 – Parme, novembre 1718), sœur bénédictine auprès du couvent San Paolo à Parme ;
- Isabella (Badajoz, 19 septembre 1666 – Parme, 27 décembre 1741), sœur bénédictine auprès du couvent San Pietro à Parme.